# El carnaval de Venecia (película de 1928)
El carnaval de Venecia es una película de 1928, dirigida por el cineasta Mario Almirante, en la que intervino el actor español Bonaventura Ibáñez.

## Reparto
- Maria Jacobini como Graziella Morosin, luego G. Dorigo
- Bonaventura Ibáñez como Duca Morosin, luego Duca Dorigo.
- Alex Bernard como Whisky, el secretario.
- Manlio Mannozzi como Giorgio, luego George Rodriguez.
- Josyane como Germaine Normand.
- Malcolm Tod como Edwald Jefferson, luego Andrea Albani.
- Giuseppe Brignone
- Andrea Miano
- Felice Minotti
- Carlo Tedeschi

## Argumento
La generosa intervención de un joven estadounidense salva de la ruina a un noble veneciano cuya nieta, engañada por un amante sin escrúpulos, jugador y vengativo, acabará casándose con él.